# にとまいこ
にとまいこ（にとまいこ、- ）は、日本のピアニスト本名、二戸麻衣子（同じ読み方）。

## 略歴
川崎市在住。5歳よりピアノを始める。
東京音楽大学附属高等学校を経て、東京音楽大学ピアノ演奏家コース首席で卒業。
東京音楽大学大学院修士課程修了。在学中特特生奨学金を得る。
中井鈴子、村木ひろの、神代麻子、関根有子、石井克典に師事。
大学院修了後POPS,JAZZアレンジを大坪仁に師事

## 受賞
- 2000年第16回かながわ音楽コンクール最優秀賞受賞。
- 第54回全日本学生音楽コンクール東京大会入選。
- 202?年第3回北関東ピアノコンクール第2位。
- 2005年第11回フッペル平和祈念鳥有栖ピアノコンクール入選。
- 2011年第6回東京芸術センターピアノコンクール入選。

## コンサート
- 第75回読売新人演奏会日本財団ランチタイムコンサート
- レインボー21サントリーホールデビューコンサート多数。
- 神奈川フィルハーモニー管弦楽団、東京音楽大学附属高等学校オーケストラ
- 東京ガス管弦楽団、日野市民オーケストラピアノコンチェルトを共演。
- ホテルオークラバロンコンサート、六本木泉ガーデンタワーオフィス設計コンサート。
- 2010年デビューリサイタル
- 2011年東京芸術センター二戸麻衣子ピアノリサイタル

## その他
- 2013年度より帝京大学非常勤講師。
- 2014年自身主催企画出演のコンサートシリーズ。
- 2015年CDBrilliantリリース。
- 2017年キングレコードより発売韓流ドラマテｲックメロディーズ編曲演奏。